# Anii 1790

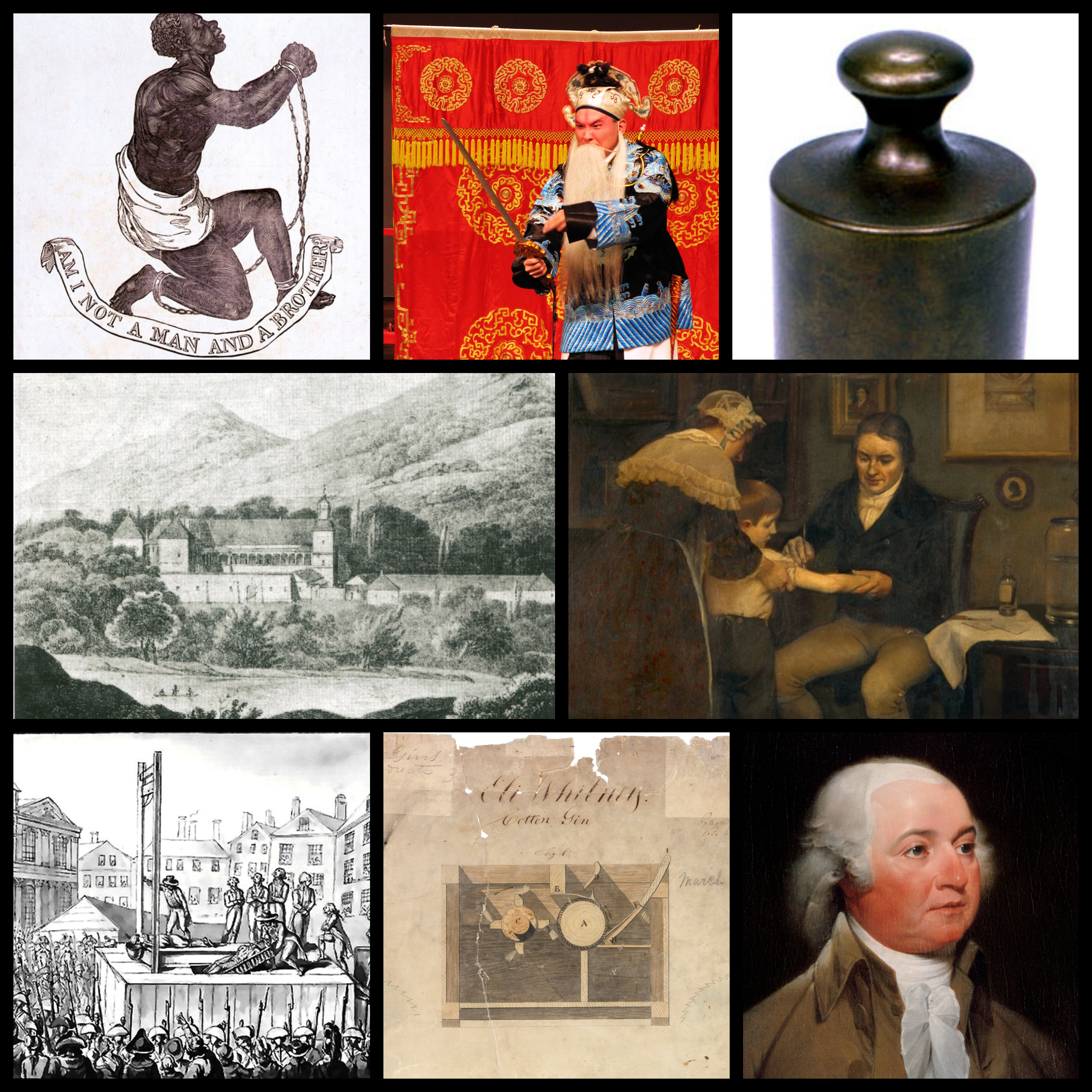

Anii 1790 au fost un deceniu care a început la 1 ianuarie 1790 și s-a încheiat la 31 decembrie 1799.Considerată ca una dintre perioadele anterioare ale Revoluției industriale, anii 1790 au însemnat începerea unei lumi antiimperialiste, întrucât noile democrații precum Prima Republică Franceză și Statele Unite ale Americii au început să înflorească în această epocă. Revoluțiile - atât politice, cât și sociale - au transformat pentru totdeauna politica mondială și arta, întrucât războaie precum Războaiele Revoluției Franceze și Războiul de Independență al Statelor Unite ale Americii au modelat conceptele moderne de liberalism, partizanat, alegeri electorale și spectru politic.